# César Augusto Franco Martínez
César Augusto Franco Martínez (Piñuécar, 16 de dezembro de 1948) é bispo emérito de Segóvia.

## Biografia
César Augusto Franco Martínez recebeu o Sacramento da Ordem em 20 de maio de 1973. Em 1978 formou-se em teologia católica pela Pontifícia Universidade de Comillas, em Madri. Além disso, Franco Martínez obteve um diploma em estudos bíblicos da École biblique et archéologique française de Jérusalem em Jerusalém em 1980. Em 1983 ele recebeu seu doutorado em teologia pela Pontifícia Universidade de Comillas.
Em 14 de maio de 1996, o Papa João Paulo II o nomeou bispo titular de Ursona e o nomeou bispo auxiliar de Madri. O arcebispo de Madri, Antonio María Rouco Varela, o consagrou em 29 de junho do mesmo ano; Os co-consagradores foram o núncio apostólico na Espanha, o arcebispo Lajos Kada, e o arcebispo emérito de Madri, o cardeal Ángel Suquía Goicoechea.
César Augusto Franco Martínez foi coordenador da Jornada Mundial da Juventude 2011 em Madri.
Em 12 de novembro de 2014, o Papa Francisco o nomeou bispo de Segóvia. A posse ocorreu em 20 de dezembro do mesmo ano.